# Citroën C4 Picasso (первое поколение)
Первое поколение Citroën C4 Picasso и Citroën Grand C4 Picasso, компактвэнов французской компании Citroën, было представлено в 2006 году как семиместная модель и в 2007 году как пятиместная модель. Построенные на платформе компактного хетчбэка C4, в модельном ряду они заменили Citroën Xsara Picasso (до 2012 года автомобили продавались параллельно). Модели стали успешными в Европе — около 800 тысяч проданных машин. Экспорт осуществлялся в Россию, Китай и страны Латинской Америки. Различные автомобильные издания оценили автомобиль положительно, отмечая необычный дизайн и простор внутри, но одновременно с этим критикуя недостаточную управляемость  при резких поворотах.

## История

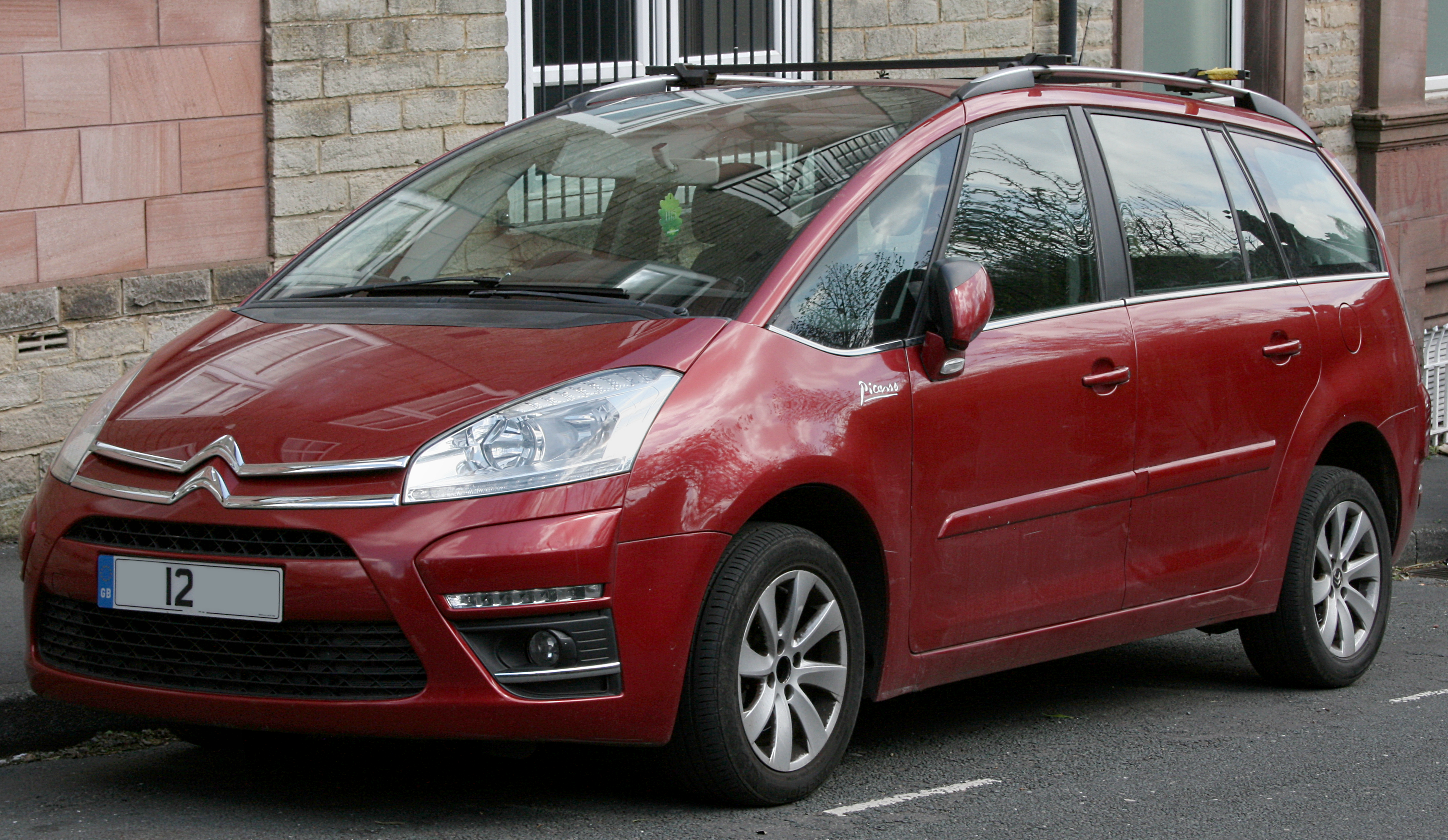
Рестайлинговая модель

К 2003 году Citroën Xsara Picasso стал морально устаревать, и ему требовалась замена. Ещё в мае 2003 года появились первые сведения о новом поколении компактвэнов Picasso. Предполагалось, что модели выйдут в 2005 году, а семиместная модификация получит имя Picasso Plus. В ноябре 2004 года, через месяц после премьеры хетчбэка C4, появилась новая информация о возможном преемнике Xsara Picasso на его базе. Известно, что к тому моменту в разработку было вложено более 100 млн евро. В марте 2005 года будущий компактвэн был замечен на испытаниях. Тогда предполагалось, что его презентация пройдёт на Франкфуртском автосалоне в 2005 году.
В действительности презентация серийной модели состоялась годом позже — на Парижском автосалоне в октябре 2006 года, причём первой была показана семиместная модель. Презентация пятиместной модели прошла несколько позже — в марте 2007 года на Женевском автосалоне. После этой презентации семиместную модель стали официально называть Grand C4 Picasso, а название C4 Picasso закрепили за пятиместной моделью. На старте продаж стоимость модели составляла около 21 000 евро в минимальной комплектации.
В апреле 2008 года на Пекинском автосалоне состоялась презентация семиместной модели для китайского рынка, а в декабре стартовали продажи по цене около 300 000 юаней (на тот момент сумма была эквивалентна 44 тысячам долларов). Предшественник модели, Xsara Picasso, собирался для местного рынка на заводе Dongfeng в городе Ухань, однако новую модель решили импортировать, а не собирать локально.
В мае 2008 года начался экспорт семиместной модели в Бразилию по цене от 89 800 реалов. В январе 2009 года к ней присоединилась и пятиместная модель по цене от 80 700 реалов. Весной 2010 года начались продажи модели в Аргентине по цене от 140 тысяч песо.
В 2010 году модели прошли рестайлинг. Изменения в основном коснулись передней части: новые бампера и противотуманные фары, а передние фары теперь оснащаются светодиодами. В салоне были добавлены новые материалы отделки. Стоимость новых моделей в России составляла от 709 тысяч рублей для пятиместной модели и от 809 тысяч рублей для семиместной.
Модели второго поколения были представлены в сентябре 2013 года на Франкфуртском автосалоне.

## Дизайн и конструкция

### Модификации кузова

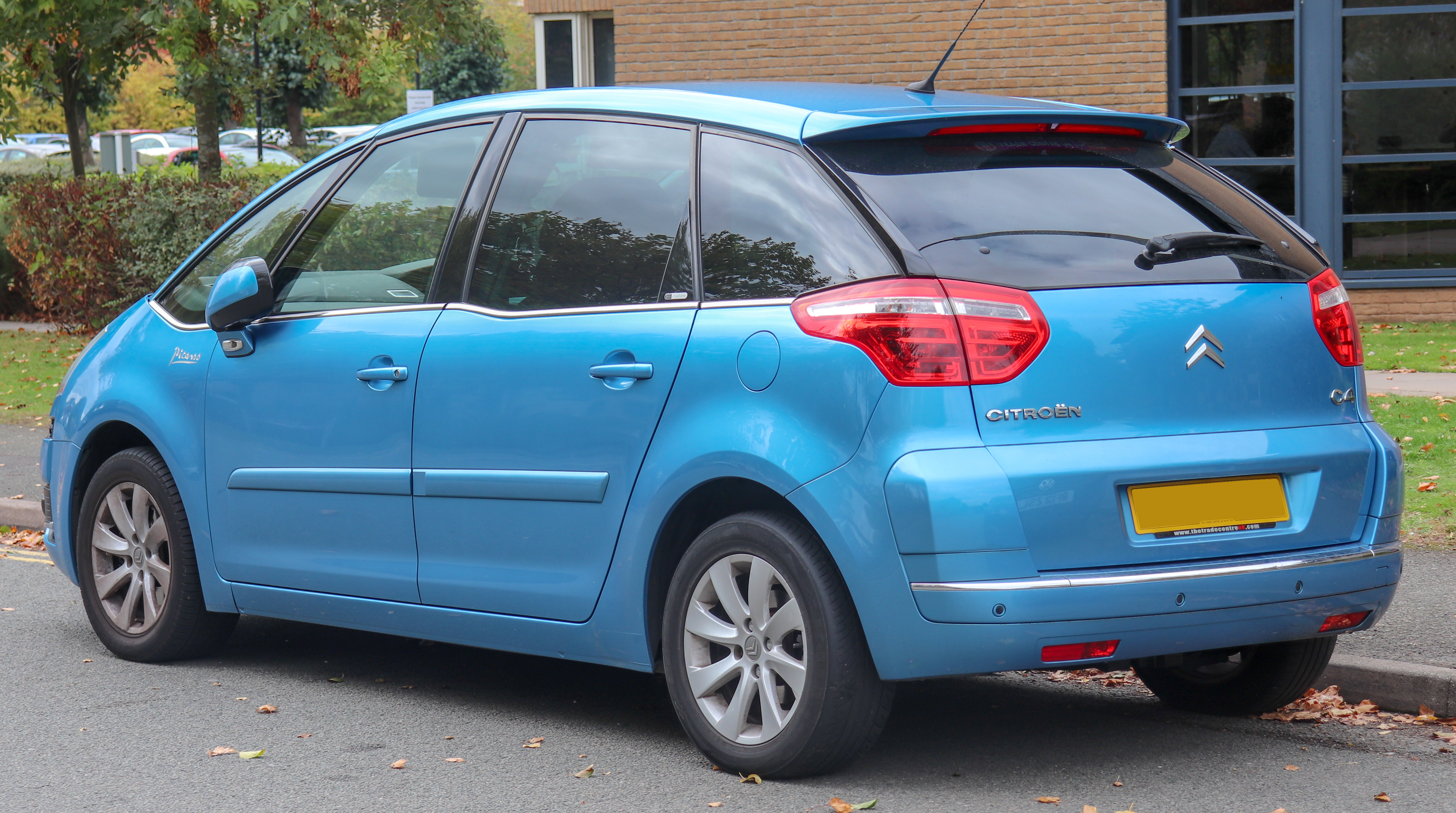
Пятиместная модификация

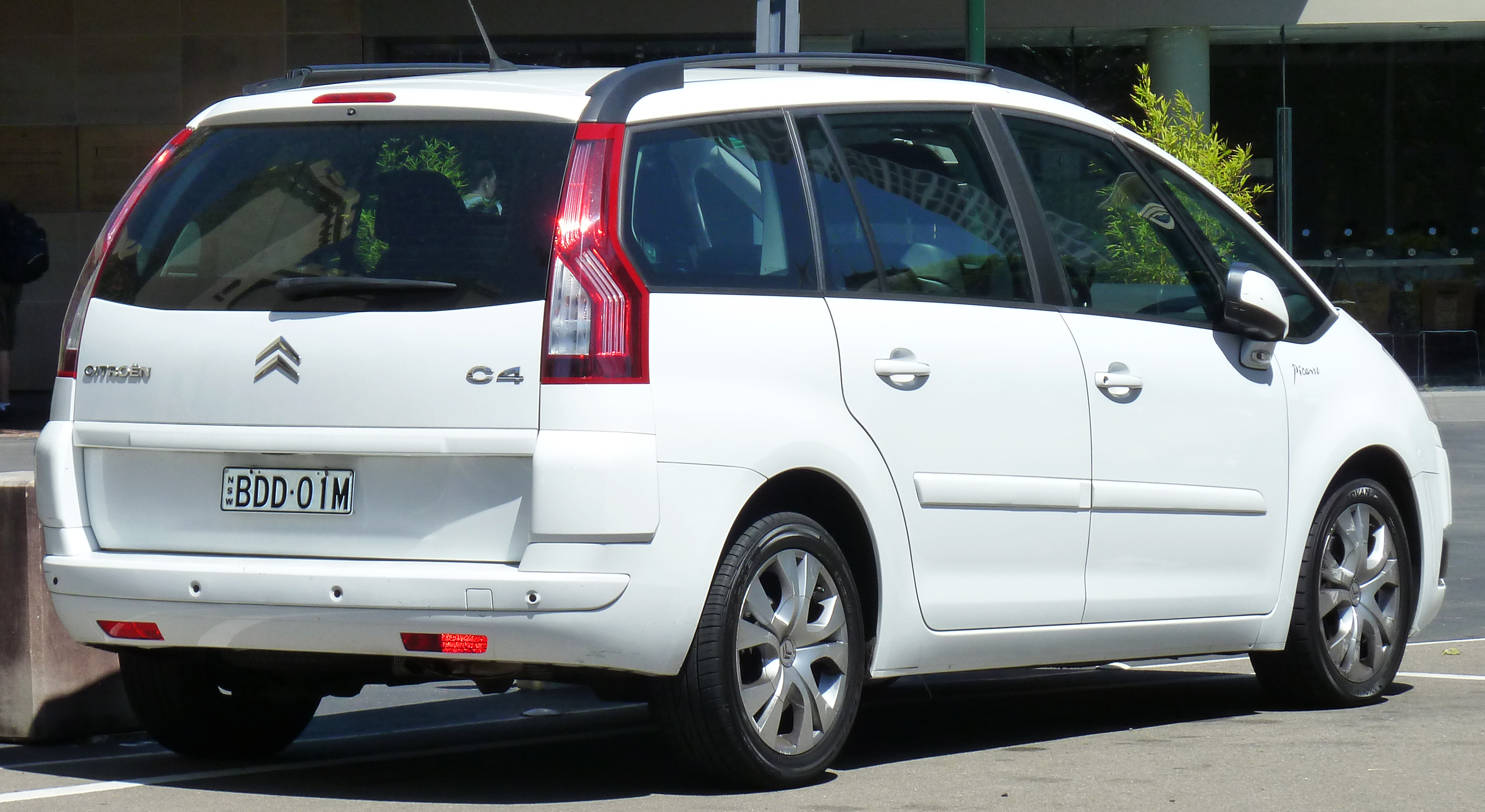
Семиместная модификация (Grand C4 Picasso)

Автомобиль предлагался в двух модификациях: пятиместной и семиместной. Пятиместная модификация унаследовала от предшественника каплевидную форму кузова и передние двери, не доходящие до стоек крыши. Семиместная модель имеет иную, плоскую форму задней части, схожую с большинством минивэнов. Передние двери также не доходят до стоек. Как и у остальных моделей Citroën, эмблема компании встроена в решётку радиатора. Задние фонари у семиместной модели вынесены на задние стойки крыши. Состоят они из четырёх трубочек, подсвечивающихся двенадцатью светодиодами. За доплату могли быть приобретены передние ксеноновые фары, поворачивающиеся вместе с рулём.

### Интерьер

Интерьер семиместной модели

Общая конструкция интерьера схожа с хетчбэком C4. Панель приборов располагается не над рулём, а по центру. Руль имеет неподвижную ступицу, это связано с конструкцией подушки безопасности. На ступице расположены кнопки управления круиз-контролем, аудиосистемой, телефоном и навигационной системой. Рычаг КПП находится на рулевой колонке, а центральный тоннель отсутствует. Лобовое стекло заходит далеко на крышу, а угол обзора достигает 70°. Солнцезащитные козырьки сдвигаются. В салоне множество мест хранения, кроме привычного перчаточного ящика присутствуют ящики для хранения на торпедо со стороны водителя и со стороны пассажира, а также охлаждаемый ящик в центральной консоли.
Кресла обладают широким диапазоном регулировок. Второй ряд сидений состоит из трёх отдельных кресел. На спинках передних сидений закреплены столики, а за дополнительную плату над столиками можно было приобрести экраны для DVD-проигрывателя, а также шторки для окон задних дверей. В полу между первым и вторым рядом сидений располагается ящик с инструментами. Чтобы попасть на третий ряд сидений, необходимо отодвинуть кресла второго ряда (подушка сиденья при этом встаёт вертикально). На третьем ряду присутствуют два небольших кресла. Объём багажника при семи разложенных креслах составляет 208 литров. У пятиместной модели объём багажника 500 литров, при сложенных задних сидениях он возрастает до 1734 литров.

### Технические характеристики
Модель, как уже сказано, построена на платформе PF2 и делит множество комплектующих с моделью C4. Передняя подвеска — типа McPherson, задняя — полузависимая пружинная. Опционально была доступна задняя подвеска на пневмоэлементах. Передние тормоза — дисковые вентилируемые, задние — дисковые. Изначально модель предлагалась с двумя бензиновыми и двумя дизельными двигателями (в Россию не поставлялись из-за низкого качества топлива). Из бензиновых были доступны 1,8-литровый мощностью 125 л.с. (92 кВт) и двухлитровый мощностью 143 л.с. (105 кВт). Из дизельных были доступны 1,6-литровый мощностью 110 л.с. (80 кВт) и крутящим моментом 240 Н⋅м, а также двухлитровый мощностью 138 л.с. (100 кВт). В 2010 году после рестайлинга был добавлен ещё один — 1,6-литровый бензиновый мощностью 120 л.с. (88 кВт), а также его версия с турбонагнетателем мощностью 150 л.с. (110 кВт). Коробка передач — 5-ступенчатая механическая, 6-ступенчатая роботизированная или 4-ступенчатая автоматическая.

## Безопасность
Автомобиль оборудован преднатяжителями ремней безопасности, передними и боковыми подушками безопасности (в том числе подушкой для коленей водителя). Также в базовую комплектацию входит система предупреждения о сходе с полосы: если автомобиль при скорости более 60 км/ч без поворотника начинает покидать полосу, кресло водителя начинает вибрировать, причём только с той стороны, куда автомобиль направляется. Подобная система установлена и на других автомобилях марки тех лет, например на C4 и на C6.

### Тесты EuroNCAP
Автомобиль прошёл краш-тест EuroNCAP дважды. Первый раз — в 2006 году, тестировали семиместную модель. Во фронтальном ударе была обнаружена потенциальная опасность структур приборной панели для ног водителя. В боковом ударе автомобиль получил максимальные 18 очков. Что касается безопасности детей, то голова 18-месячного ребёнка врезалась в водительское сиденье, за что были потеряны баллы за её защиту. Что касается защиты пешеходов, то опасности для ног пешеходов и головы ребёнка опасностей нет, а вот голова взрослого после удара об капот может получить серьёзные травмы.
По просьбе Citroën в 2009 году тестирование было проведено заново, уже по новой системе оценивания. При лобовом ударе салон почти не деформировался, передняя стойка сдвинулась назад всего на 4 мм. В этот раз ноги водителя и пассажира остались целыми, на приборной панели не выявили опасных структур, которые были в прошлый раз. При боковом ударе, как и в прошлый раз, травм выявлено не было, однако, при столкновении со столбом была выявлена слабая защита грудной клетки пассажира. Сиденье и подголовник не обеспечили достаточную защиту шеи при ударе сзади. Защита детей в этот раз была лучше: 18-месячный ребёнок не получил серьёзных травм головы. Уровень защиты пешеходов не изменился. В плане систем безопасности автомобиль набрал 89%.

## Обзоры и оценки
Российское издание «Авторевю» в 2007 году проводило сравнительный тест трёх компактвэнов: C4 Picasso, Volkswagen Touran и Ford C-Max. Сразу же был отмечен необычный дизайн французской модели, радикально отличающийся от остальных, причём как снаружи, так и внутри. Также был отмечен самый просторный задний ряд сидений из всех трёх машин, а также наилучшая погрузочная высота багажника. Однако, Citroën был также отмечен не самым динамичным, в особенности из-за поведения роботизированной коробки передач. По расходу топлива C4 Picasso оказался самым экономичным — 10,8 л/100 км. Также был выявлен самый короткий тормозной путь при торможении со скорости 150 км/ч — 92 м (у C-Max — 95 м, а у Touran — 99 м). При лосином тесте было отмечено, что у французского компактвэна «намертво клинит» руль. Также были обнаружены большие крены и диагональная раскачка.
Другое российское издание, «За рулём», проводило более обширный тест: кроме C4 Picasso сравнение проходили Ford C-Max, Mazda 5 и Renault Scénic. В дизайне и в просторе на заднем ряду C4 Picasso как всегда выиграл. С другой стороны, было отмечено неудобное расположение регулировок сидений (подобное наблюдалось и в модели C4). В управлении единственным минусом были найдены большие крены.
Что касается иностранных изданий, то британское издание «Auto Express» оценило автомобиль положительно. Из минусов были отмечены только слегка медленное переключение передач и завышенная цена. Издание «Car» с такой оценкой не согласно: общая оценка модели — 3 из 5. Фактор удобства получил максимальные 5 из 5, дизайн — только 3 из 5, производительность и управляемость также набрали только 3 из 5.

## Отзывные кампании
Автомобиль прошёл через несколько отзывных кампаний. Первая была в 2007 году, причина — возможность того, что преднатяжители и ограничители нагрузки ремней безопасности могут не сработать. В 2008 году было целых 5 отзывов: первый — в июле, из-за проблем с помощью при торможении, второй — в августе, из-за риска частичного отклеивания крепления панорамной крыши, третий — в сентябре, из-за возможности того, что суппорт передних тормозных колодок может стать ненадёжным, четвёртый — в ноябре, из-за того, что парковочный тормоз может не работать, пятый — в декабре, из-за проблемы с зарядкой аккумулятора. В июне 2010 года отзыв произошёл из-за проблемы с гнездом для ремня безопасности. В 2011 году было два отзыва по причине протекания топлива, а затем по причине неправильной работы парковочного тормоза. Последние два отзыва случились в 2012 году: первый — из-за проблем с болтами на креплении ремня безопасности, второй — из-за риска возгорания.

## Продажи
Как и Xsara Picasso, модель имела большой успех в Европе, где было продано более 800 тысяч автомобилей. В России продажи были относительно слабыми — за 5 лет было продано около 4 тысяч автомобилей.
| Страна | Страна | Календарный год | Календарный год | Календарный год | Календарный год | Календарный год | Календарный год | Календарный год | Итого   |
| 2006   | 2007   | 2008            | 2009            | 2010            | 2011            | 2012            |                 |                 | Итого   |
| ------ | ------ | --------------- | --------------- | --------------- | --------------- | --------------- | --------------- | --------------- | ------- |
| Европа | Европа | 13 694          | 168 702         | 184 896         | 134 748         | 118 009         | 103 734         | 78 088          | 801 871 |
| Россия | 5      | -               | 431             | 416             | 303             | 316             | 409             | 351             | 4036    |
| Россия | 7      | -               | 385             | 295             | 196             | 211             | 370             | 353             | 4036    |